# Установка фракціонування в Салаваті
Установка фракціонування в Салаваті – колишнє газопереробне виробництво у Башкирії. 
В 1961-му на майданчику нафтопереробного заводу в Салаваті почали спорудження Центральної газофракційної установки (ЦГФУ), яка була призначену для розділення фракції С3+ (у російській термінології відома як широка фракція легких вуглеводнів, ШФЛУ) із отриманням пропану, бутану, ізобутану, ізопентану та гексану.  
Установка річною потужністю 400 тисяч тон стала до ладу в 1970 році, при цьому ізопентан був потрібний розташованій у сусідньому Стерлітамаку установці дегідрогенізації.
Оскільки місцевого ресурсу для роботи потужної газофракційної установки не вистачало, з середини 1970-х вона почала роботу з ШФЛУ від Оренбурзького ГПЗ (можливо відзначити, що був споруджений багатонитковий продуктопровід Оренбург – Салават).
В 1991-му на установці стався потужний вибух із руйнуванням операторської будівлі та загибеллю трьох осіб.
В 1993-му ЦГФУ в Салаваті закрили.